# Maria Moezytsjoek

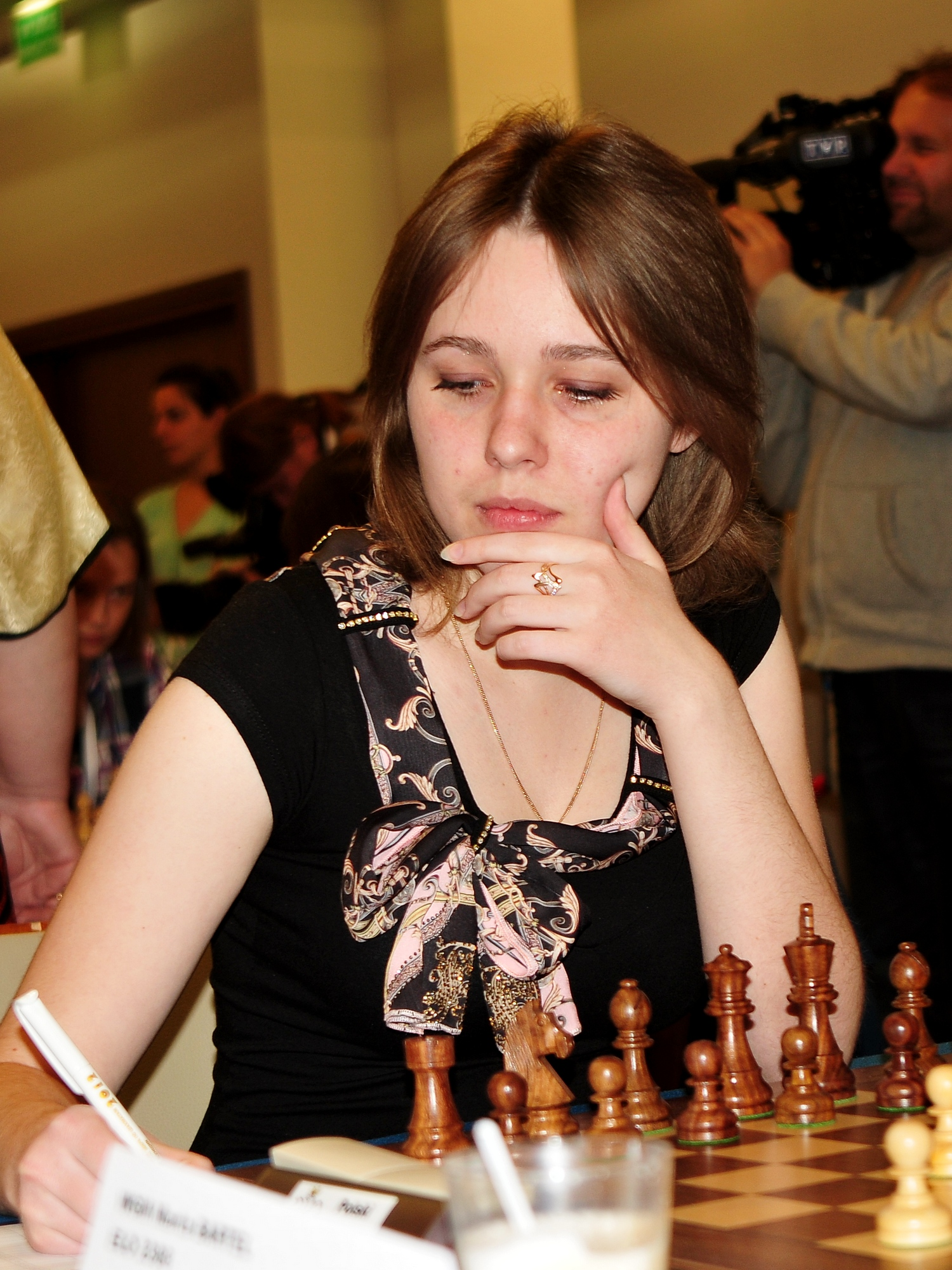
Maria Moezytsjoek in 2013

Maria Olegivna Moezytsjoek (Muzychuk) (Oekraïens: Марія Олегівна Музичук) (Stryj, 21 september 1992) is een Oekraïens schaakster die in 2015 wereldkampioene schaken bij de vrouwen werd.

## Carrière
- 2005: Internationaal Meester bij de vrouwen (WIM)
- 2007: Grootmeester bij de vrouwen (WGM)
- 2008: Internationaal Meester (IM).
- 2015: recht op de titel Grootmeester (GM), door het winnen van het WK bij de vrouwen.[2]

In november 2010 was ze bij de meisjes de nummer 5 van de wereld.
Bij het WK vrouwen in 2010 drong ze door tot de top-16 maar verloor in de tie-break van Dronavalli Harika in een armageddon-partij. 
In 2014 en in 2022 was ze de beste vrouw op het Gibraltar Chess Festival. 
Door in 2015 wereldkampioene te worden verwierf ze de titel grootmeester en kwalificeerde ze zich voor het wereldbekertoernooi (Chess World Cup) in september 2015, in Bakoe.  
In 2016 verloor ze haar wereldtitel in een match tegen Hou Yifan. In 2017 weigerde ze deel te nemen aan het wereldkampioenschap in Iran, uit protest tegen het verplicht moeten dragen van een hidjab.
In 2016 werd ze met het Oekraïense vrouwenteam derde op de in Bakoe gehouden 42e Schaakolympiade; ze speelde aan het tweede bord. 

## Speelstijl
In de opening speelt met Moezytsjoek met wit vaak een koningspion-opening en de Siciliaanse verdediging of de Hollandse verdediging met zwart. Ze verstaat de kunst om onverwachte tactische wendingen te vinden, die soms onnauwkeurigheden in haar positionele spel kunnen compenseren. Tijdens de match om het wereldkampioenschap tegen Natalia Pogonina werd ze in de media vaak "Miss Tactics" genoemd.

## Persoonlijk leven
Haar oudere zus, Anna Moezytsjoek, is ook grootmeester.